# La Tourmente et autres poèmes
La Tourmente et autres poèmes (titre original : La bufera e altro) est un recueil de poèmes écrits par Eugenio Montale publié en 1956.

## Structure
Le nom de cette œuvre est dérivé des ajouts successifs à la première et plus importante section, intitulée Finisterre, qui avait déjà été publiée en 1943 à Lugano. D'autres composantes ont été ajoutées au fur et à mesure à cette section. Dans son édition définitive, l'œuvre est divisée en sept sections : Finisterre, Dopo, Intermezzo, "Flashes" e dediche, Silvae, Madrigali privati et Conclusioni Provvisorie. Cette dernière n'est formée que de deux poèmes, Piccolo testamento et Il sogno del prigioniero, datés respectivement du 12 mai 1953 et d'octobre 1954.

## Les thèmes
La nouveauté est l'irruption de la politique dans un monde poétique qui s'en était complètement éloigné, comme le reste de la culture littéraire italienne, pendant la période fasciste. Les poèmes de ce recueil ont été composés dans le climat de profond bouleversement lié à la seconde Guerre mondiale par un Montale extrêmement pessimiste et peu confiant en l'Histoire.
Un personnage important est la figure féminine, une révision de la femme angélique, souvenir de Dante et de façon plus générale de la poésie du dolce stil novo (« nouveau style doux »). Montale s'adresse en effet à la Juive américaine Irma Brandeis (en) dans une série de dialogues dramatiques avec l'absente. Il la cache sous le nom de Clytie, peut-être en référence à la nymphe mentionnée par Ovide dans ses Métamorphoses. Dans plusieurs poèmes, Clytie incarne la figure salvatrice de la « femme ange », son « visiting angel ».

## Le style
Au ton familier et narratif des premiers recueils de Montale s'ajoute une syntaxe beaucoup plus complexe, à l'image du réseau serré des relations entre les choses.

## Le mal de vivre
Le contexte historique immédiat est pris dans sa dimension métaphysique : la guerre et les idéologies qui en sont la cause ne sont autres que la manifestation concrète et tangible du « mal de vivre » qui saisit l'Homme et le fait se soumettre aux amères lois de la Nature, négatives dans l'absolue.

## Crédit d'auteurs
- (it) Cet article est partiellement ou en totalité issu de l’article de Wikipédia en italien intitulé « La bufera e altro » (voir la liste des auteurs).